# Comuna de Wiązów
Wiązów (polaco: Gmina Wiązów) é uma gminy (comuna) na Polónia, na voivodia de Baixa Silésia e no condado de Strzeliński. A sede do condado é a cidade de Wiązów.
De acordo com os censos de 2004, a comuna tem 7372 habitantes, com uma densidade 52 hab/km².

## Área
Estende-se por uma área de 141,82 km², incluindo:
- área agricola: 87%
- área florestal: 4%

## Demografia
Dados de 30 de Junho 2004:
|                      | Total   | Total | Mulheres | Mulheres | Homens  | Homens |
| -------------------- | ------- | ----- | -------- | -------- | ------- | ------ |
|                      | pessoas | %     | pessoas  | %        | pessoas | %      |
| População            | 7372    | 100   | 3726     | 50,5     | 3646    | 49,5   |
| Densidade (pop./km²) | 52      | 100   | 26,3     | 26,3     | 25,7    | 25,7   |

De acordo com dados de 2002, o rendimento médio per capita ascendia a 1190,71 zł.

## Comunas vizinhas
- Domaniów, Grodków, Olszanka, Oława, Przeworno, Skarbimierz, Strzelin